# Vichy Nouveau
Vichy Nouveau är ett tidigare varumärke för bordsvatten. Det ägdes av Pripps Bryggerier och  (från 2000) Carlsberg Sverige.

## Historik
Vichy Nouveau lanserades för första gången i Sverige 1985. Varumärket skapades av reklambyrån Fältman & Malmén för Pripps Bryggerier. År 1987 var man först i Sverige med att lansera smaksatt vatten.
Vattnet hämtades från Ulriksdahls källa och Kallebäcks källa.
År 2000 skedde en större sammanslagning inom den svenska bryggeribranschen som innebar att Vichy Nouveau och konkurrenten Ramlösa hamnade i företaget Carlsberg Sverige. Vichy Noveau var dock fortsatt det näst största märket för mineralvatten efter Ramlösa. Varumärket fortsatte utvecklas och en variant utan kolsyra, Still Nouveau, lanserades 2003. Med tiden gick Loka om både Ramlösa och Vichy Nouveau för att bli det ledande märket för mineralvatten.
I februari 2007 avskaffades Vichy Nouveau som eget varumärke och blev istället ett undervarumärke till Ramlösa. Produktionen flyttade från Falkenberg till Ramlösa. Sammanslagningen gjorde att Ramlösa åter blev det ledande varumärket för mineralvatten i Sverige. Senare upphörde namnet Vichy Nouveau helt.
En reklamslogan på 1990-talet var "Godare än vatten".